# Botryosporium diffusum
Botryosporium diffusum är en svampart som först beskrevs av Robert Kaye Greville, och fick sitt nu gällande namn av August Karl Joseph Corda 1831. Botryosporium diffusum ingår i släktet Botryosporium, divisionen sporsäcksvampar och riket svampar.   Inga underarter finns listade i Catalogue of Life.